# Nederlanders in het Israëlische voetbal
Nederlanders in het Israëlische voetbal geeft een overzicht van Nederlanders die een contract hebben (gehad) bij Israëlische voetbalclubs uit de hoogste drie divisies.

## Voetballers
| Naam              | Club              | Van  | Tot   | Opmerkingen |
| ----------------- | ----------------- | ---- | ----- | ----------- |
| Eric Groeleken    | Maccabi Haifa     | 1990 | 1990  |             |
| John de Wolf      | Hapoel Ashkelon   | 1997 | 1998  |             |
| Ferdino Hernandez | Hapoel Kefar Saba | 2001 | 2001  |             |
| Glynor Plet       | Hapoel Beër Sjeva | 2013 | 2014  |             |
| Glynor Plet       | Maccabi Haifa     | 2015 | heden |             |
| Piet Velthuizen   | Hapoel Haifa      | 2016 | heden |             |
| Lennart Speijer   | Hapoel Ra'annana  | ?    | ?     | ?           |
| Lennart Speijer   | Maccabi Tel Aviv  | ?    | ?     | ?           |
| Lennart Speijer   | MS Ashdod         | ?    | ?     | ?           |
| Lennart Speijer   | Hapoel Kefar Saba | ?    | ?     | ?           |

## Hoofdtrainers
| Naam       | Club                | Van  | Tot  | Opmerkingen |
| ---------- | ------------------- | ---- | ---- | ----------- |
| Ton Caanen | Beitar Jerusalem    | 2005 | 2006 |             |
| Ton Caanen | Maccabi Tel Aviv FC | 2006 | 2006 |             |
| Ton Caanen | Maccabi Netanya     | 2006 | 2006 |             |

Voetbalbonden ·
Albanië ·
Angola ·
Armenië ·
Australië ·
Azerbeidzjan ·
Bahrein ·
België ·
Bhutan ·
Bulgarije ·
Canada ·
China ·
Congo-Kinshasa · 
Cyprus ·
Denemarken ·
Duitsland ·
Egypte ·
Engeland ·
Estland ·
Ethiopië ·
Faeröer ·
Filipijnen ·
Finland ·
Frankrijk ·
Georgië ·
Ghana ·
Griekenland ·
Hongarije ·
Hongkong ·
Ierland ·
IJsland ·
Indonesië ·
Iran ·
Israël ·
Italië ·
Japan ·
Kazachstan ·
Koeweit ·
Litouwen ·
 Luxemburg ·
Maleisië ·
Malta ·
Marokko ·
Mexico ·
Namibië ·
Nieuw-Zeeland ·
Noorwegen ·
Oekraïne ·
Oezbekistan ·
Oostenrijk ·
Polen ·
Portugal ·
Qatar ·
Roemenië ·
Rusland ·
Rwanda ·
Saoedi-Arabië ·
Schotland ·
Singapore ·
Slovenië ·
Slowakije ·
Spanje ·
Tanzania ·
Turkije ·
Tuvalu ·
VAE ·
Venezuela ·
Verenigde Staten ·
Vietnam ·
Zimbabwe ·
Zuid-Afrika ·
Zuid-Korea ·
Zweden ·
Zwitserland